# Adolph Hendrik Ripperda

Wapen van Ripperda

Adolph Hendrik baron Ripperda (Vorden, ca. 1625 - Arnhem, 19 november 1702) was lid van het ridderschap van Zutphen, heer van Beurse en drost van de heerlijkheid Bredevoort.

## Levensloop
Ripperda werd omstreeks 1625 geboren als zoon van Peter Vincent baron Ripperda, heer van Vorden en Anna van Eerde, vrouwe van Beurse. Samen met zijn broer Maurits Herman trad Adolph Hendrik toe tot de Ridderschap van Zutphen van het graafschap Zutphen. In het kader van dat ridderschap werd hij als gedeputeerde naar de Staten Generaal in Den Haag gezonden. Hij was een trouw aanhanger van de prins van Oranje en was namens hem politiek actief in Overijssel. Hij werd op 5 augustus 1665 benoemd tot drost van Bredevoort. 
In 1667 ondertekende hij als gevolmachtigde der Staten-Generaal van de Nederlanden de Vrede van Breda samen met de hoge heren Hiëronymus van Beverningh, Allart Pieter van Jongestall, Pieter de Huybert en Ludolf Tjarda van Starkenborgh. 
In het Rampjaar 1672 was hij een van de zes gedeputeerden te velde, die namens de Staten-Generaal toezicht hielden op de veldtocht van prins Willem III.
Adolph Hendrik Ripperda trouwde in 1663 met Wilhelmina van Tuyll van Serooskerken, dochter van Peter van Tuyll van Serooskerken en Marie Louise van Lier vrouwe van Heerjansdam en Maelstede. Uit hun huwelijk zijn de volgende kinderen geboren:
- Pieter Hieronymus Ripperda, heer van Beurse, Petkum en Heerjansdam (gedoopt Den Haag, 5 augustus 1667 - november 1724) hij was hofrechter in Oost-Friesland. Na zijn huwelijk met Margaretha Maria von Beninga erfde hij van zijn nicht Maria Ripperda de heerlijkheid Petkum. Hij was hofrechter in Oost-Friesland, zaakgelastigde van Sleeswijk-Holstein en Baden-Durlach te Den Haag (1709-1713) en gezant van Sleeswijk-Holstein te Londen (1713-1719) en Wenen (1725). Op 21 december 1709 wordt Pieter samen met Carl Ferdinand Wilhelm Graf zu Inn- und Knyphausen benoemd tot toeziend voogd van de minderjarige kinderen van hun achterneef, prins Christian Eberhard Cirksena, rijksvorst van Oost-Friesland. Hij overleed kindrloos, waarna zijn zuster Anna Maria de heerlijkheden Petkum, Heerjansdam en de Beurse erfde.
- Anna Maria Ripperda (1666 - Wageningen, 16 april 1739) trouwde in 1686 te Den Haag met Assueer baron Torck heer van Vanenburg drost in Wageningen, rekenmeester van Gelderland, zoon van Lubbert Torck en Judith van Appeltern tot de Pol. Uit zijn huwelijk zijn meerdere kinderen geboren.
  - Maria Margaretha Torck erfde Vorden van haar nicht Sophie Amalia Maria baronesse van Gendt.
  - Frederik Willem Torck erfde Heerjansdam en Petkum
  - Lubbert Adolph Torck heer van Rosendael werd landdrost van Veluwe, lid van de Raad van State alsmede lid van de Admiraliteit van Amsterdam. Lubbert Adolf was een van de machtigste regenten van zijn tijd. Hij was getrouwd met Petronella Wilhelmina van Hoorn doch had geen nageslacht.

Hij is begraven in Heerjansdam.